# Liberian Girl
"Liberian Girl" foi o nono e último single lançado por Michael Jackson para promover o álbum Bad. O single foi lançado apenas na Europa e na Austrália. Michael dedicou a música a uma de suas melhores amigas, Elizabeth Taylor.
Dirigido por Jim Yukich, é uma forma de Jackson homenagear seus grandes amigos. As celebridades cujos nomes aparecem no vídeo são, tal como listadas nos créditos finais:
- Beverly Johnson
- Malcolm-Jamal Warner
- Sherman Hemsley
- Brigitte Nielsen
- Paula Abdul
- Carl Weathers
- Whoopi Goldberg
- Quincy Jones
- Jackie Collins
- Amy Irving
- Jasmine Guy
- Rosanna Arquette
- Billy Dee Williams
- Lou Diamond Phillips
- Olivia Newton-John
- John Travolta
- Corey Feldman
- Steven Spielberg
- Debbie Gibson
- Rick Schroder
- Blair Underwood
- "Weird Al" Yankovic
- Bubbles
- Suzanne Somers
- Lou Ferrigno
- Don King e filho
- Mayim Bialik
- Virginia Madsen
- David Copperfield
- Richard e Emily Dreyfuss
- Danny Glover
- Olivia Hussey
- Dan Aykroyd
- Steve Guttenberg

## Single
7" Single
1. Liberian Girl" (edit) – 3:39
2. Girlfriend" - 3:04

12" Single
1. Liberian Girl" (edit) – 3:39
2. Get on the Floor" – 4:44
3. Girlfriend" - 3:04